# سانيا داميانوفيتش
سانيا داميانوفيتش (بالسيريلية الصربية: Sanja Damnjanović) مواليد 25 مايو 1987 في بلغراد، جمهورية يوغوسلافيا الاشتراكية الاتحادية، هي لاعبة كرة يد صربية تلعب كظهير أيسر. حققت المركز الثاني في بطولة العالم لكرة اليد للسيدات 2013.

## سجل المنافسة
شاركت في البطولات التالية:
- بطولة العالم لكرة اليد للسيدات 2013
- بطولة أوروبا لكرة اليد للسيدات 2010
- بطولة أوروبا لكرة اليد للسيدات 2012
- بطولة أوروبا لكرة اليد للسيدات 2014

## الميداليات
| الميدالية | المسابقة                            |
| --------- | ----------------------------------- |
| فضية      | بطولة العالم لكرة اليد للسيدات 2013 |

## روابط خارجية
- سانيا داميانوفيتش على موقع الاتحاد الأوروبي لكرة اليد (الإنجليزية)